# 血腥凱撒
血腥凱撒，或簡稱凱撒，是加拿大盛行的雞尾酒。它以伏特加、蕃茄蛤蜊汁（Clamato juice）、塔巴斯科辣醬和伍斯特醬調製而成，通常搭配冰塊、盛裝於大玻璃杯，並在杯緣沾上香芹鹽，再以芹菜莖和萊姆片裝飾。

## 历史
在1969年由艾伯塔省卡加利的一位餐廳老闆華特·切爾（Walter Chell）發明，目的是為了慶祝城內一家新義大利餐館的開幕。它很快地風靡了全加拿大，但在加拿大以外地區幾乎沒沒無聞。據估計，加拿大每年約消費超過3億5000萬杯血腥凱撒。血腥凱撒也是許多酒類飲品的靈感來源。